# 1906년 중간 올림픽 조정 남자 유타포어
1906년 중간 올림픽 조정 남자 유타포어는 그리스 아테네에서 개최된 1906년 중간 올림픽 조정의 세부 종목이다. 1906년 4월 24일에 제아 만에서 진행되었으며, 5개국에서 40명의 선수가 참가하였다.

## 경기장
| 도시   | 경기장  | 로마자     | 비고    |
| ------ | ------- | ---------- | ------- |
| 아테네 | 제아 만 | Bay of Zea | 전 경기 |

## 경기 결과
| 순위 | 팀                                | 선수                                                                          | 국가           | 기록   | 비고 |
| ---- | --------------------------------- | ----------------------------------------------------------------------------- | -------------- | ------ | ---- |
| 1    | Bucintoro Venezia                 | 리카르도 자르디노니 에밀리오 폰타넬라 엔리코 브루나 조르조 체사나 주세페 폴리 | 이탈리아 (ITA) | 8:13.0 |      |
| 2    | Royal Club Nautique de Gand       | 가스통 델라플란 레옹 델리니에르 마르셀 프레부르 샤를 델라포르트 폴 에샤르     | 프랑스 (FRA)   | 불명   |      |
| 3    | Société Nautique de Bayonne       | 아돌프 베르나르 장밥티스 라포르트 장밥티스 마티외 조세 알세 피에르 수르베     | 프랑스 (FRA)   | 불명   |      |
| 4    | Dansk Idræts Forbund              | 불명                                                                          | 덴마크 (DEN)   | 불명   |      |
| 5    | Panhellenios Gymnastikos Syllogos | 불명                                                                          | 그리스 (GRE)   | 불명   |      |
| 6    | Peiraikos Syndesmos               | 불명                                                                          | 그리스 (GRE)   | 불명   |      |
| 7    | Omilos Ereton Smyrnis             | 불명                                                                          | 혼성 (ZZX)     | 불명   |      |
| -    | Nautikos Omilos                   | 불명                                                                          | 그리스 (GRE)   | DNF    |      |

## 메달리스트
| 금 | 은                                                                                               | 동                                                                                               |
| 이탈리아 (ITA) · 리카르도 자르디노니 · 에밀리오 폰타넬라 · 엔리코 브루나 · 조르조 체사나 · 주세페 폴리 | 프랑스 (FRA) · 가스통 델라플란 · 레옹 델리니에르 · 마르셀 프레부르 · 샤를 델라포르트 · 폴 에샤르 | 프랑스 (FRA) · 아돌프 베르나르 · 장밥티스 라포르트 · 장밥티스 마티외 · 조세 알세 · 피에르 수르베 |

## 참고 자료
- (영어) “Rowing at the 1906 Athina Summer Games: Men's Coxed Fours”. sports-reference.com. 2011년 10월 3일에 원본 문서에서 보존된 문서. 2011년 1월 15일에 확인함.
- (영어) De Wael, Herman. “Herman's Full Olympians: "Rowing 1906".”. 2013년 9월 21일에 원본 문서에서 보존된 문서. 2011년 1월 15일에 확인함.